# Pulveroboletus xylophilus
Pulveroboletus xylophilus är en svampart som först beskrevs av Petch, och fick sitt nu gällande namn av Rolf Singer 1983. Pulveroboletus xylophilus ingår i släktet Pulveroboletus och familjen Boletaceae.   Inga underarter finns listade i Catalogue of Life.